# Felician Fărcașu
Felician Fărcașu (n. 1920, Sebeș, Alba, România – d. 1977, Cluj-Napoca, România) a fost un cântăreț român de muzică populară din Ardeal.

## Viața
A urmat anii de școală în Sebeș, județul Alba și Orăștie, apoi Institutul Teologic din Sibiu, pe care l-a absolvit în 1943.
Harry Brauner și  compozitorul Laurențiu Profeta,  l-au recomandat Radiodifuziunii Române.
La scurt timp a început să colaboreze cu formații profesioniste, orchestre de muzică populară și cu ansambluri artistice din Deva, Cluj, Baia Mare, Timișoara și Caransebeș.
Felician Fărcașu a întreprins numeroase turnee de concerte și a participat la concursuri în țară și străinătate (Polonia, Iugoslavia, Ucraina, Italia etc.), fiind adesea cap de afiș al acestora.
A îndrumat tineri interpreți ca: Dumitru Fărcaș de la Baia Mare, Maria Marcu la Cluj, Sonia Vlaicovici la Caransebeș, Elena Jurjescu, Mariana Drăghicescu, Dumitru Botoșan și Filofteia Moldovan la Timișoara.
Felician Fărcașu a murit în vara anului 1977, într-un turneu de 11 zile. La terminarea unui cântec inclus în program la Curtea de Argeș, a făcut semn tehnicianului să coboare cortina în spatele căreia s-a prăbușit pe scenă.
În cinstea lui, Primăria Municipiului Sebeș, împreună cu Centrul Cultural „Lucian Blaga” din Sebeș, organizează anual Festivalul Național „Felician Fărcașu”.

## Discografie
A imprimat 7 discuri cuprinzând doar o parte din cele 260 de piese din repertoriul său.

## Legături externe
- Moartea ”frumoasă” a unui cântăreț de muzică populară: s-a prăbușit pe scenă după 27 de bisuri, 18 noiembrie 2016, Dorin Țimonea, adevarul.ro